# دهستان پوهیا
دهستان پوهیا (به لاتین: Puhja Parish) یک دهستان در استونی است که در شهرستان تارتو واقع شده‌است.

## نگارخانه

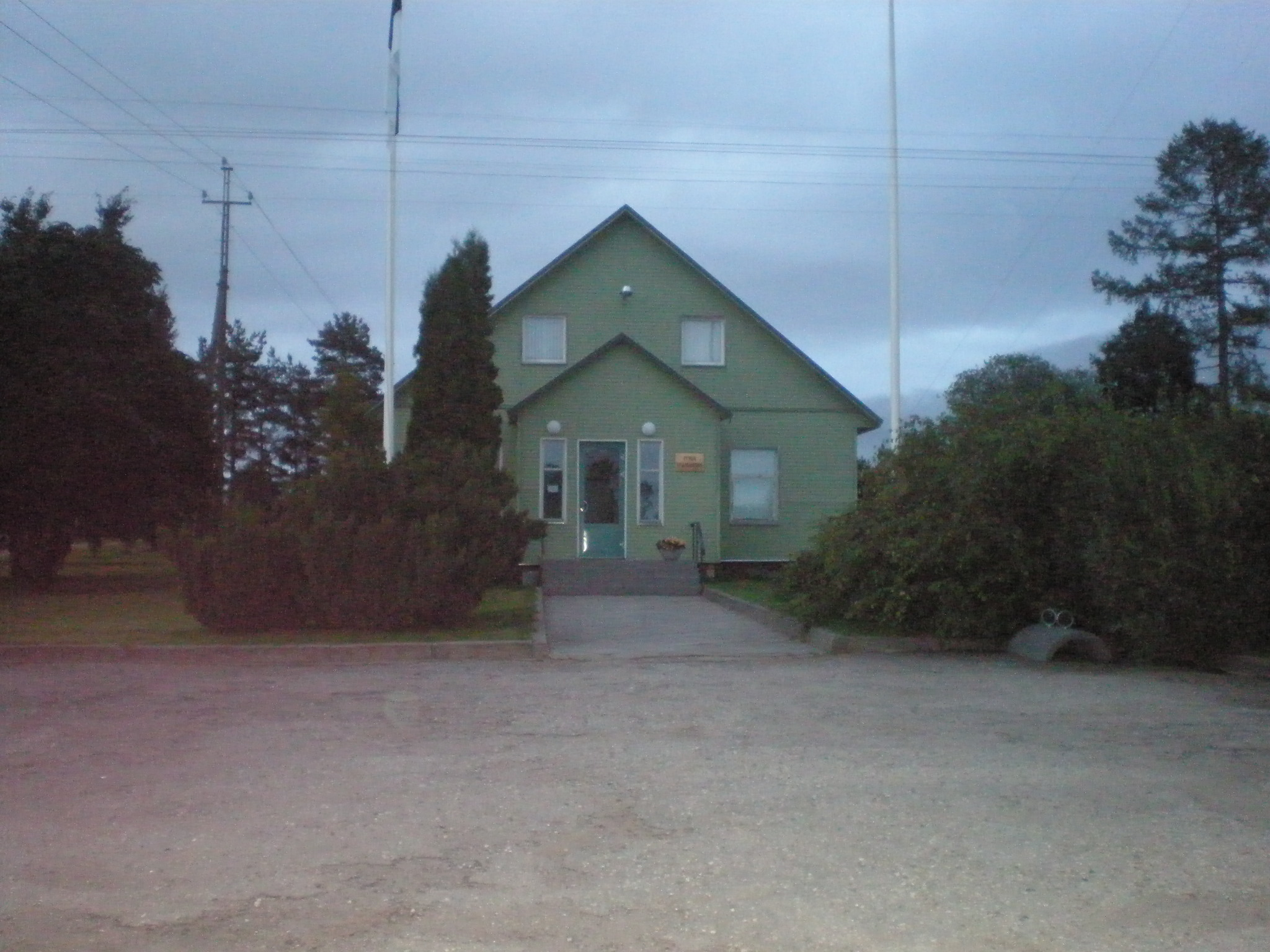
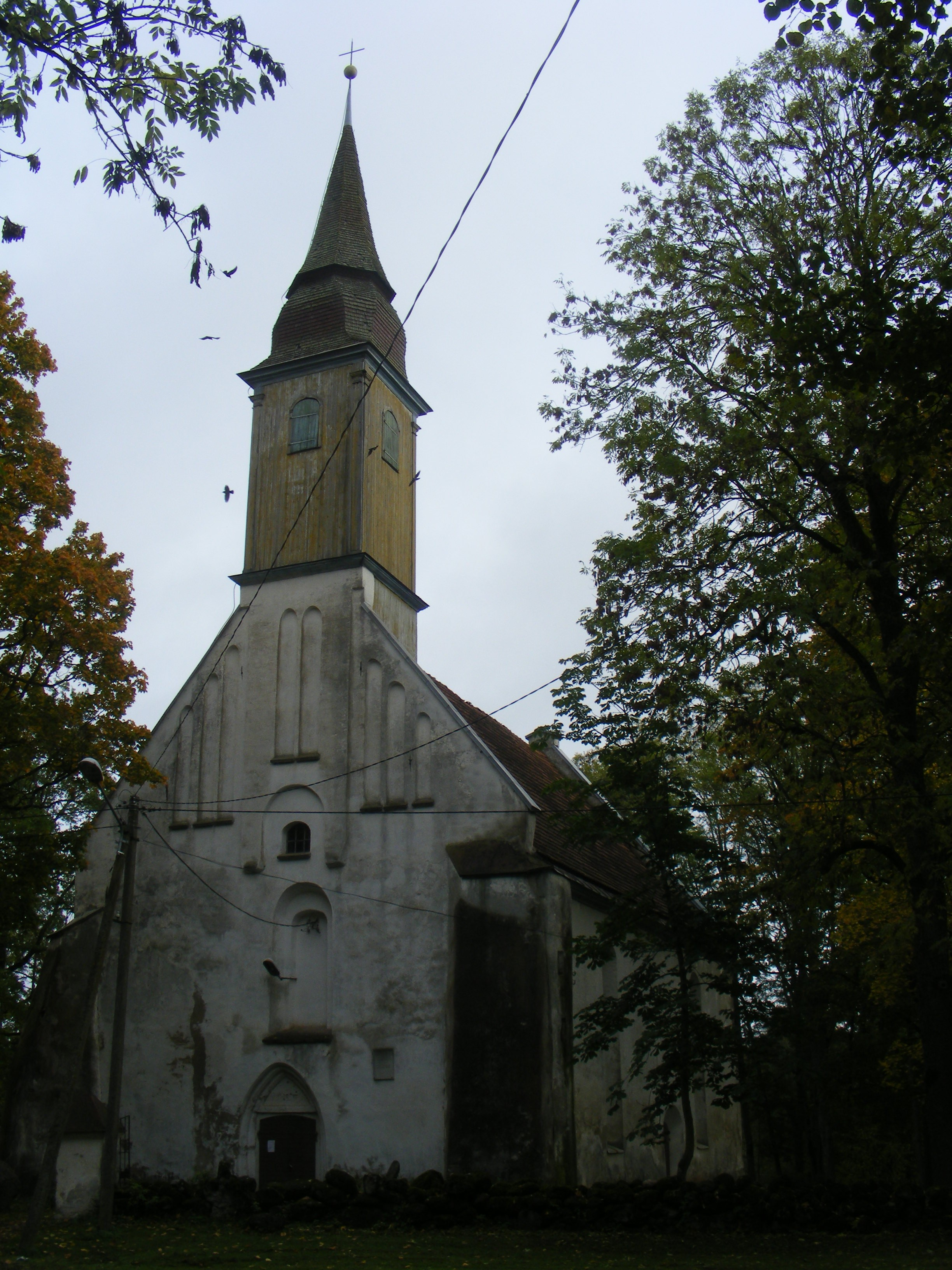